# .io
.io je internetová národní doména nejvyššího řádu pro Britské indickooceánské území. Je možné registrovat některé znaky IDN.
Oblibu si doména .io získala u technologických a softwarových projektů a startupů, bez spojitosti s příslušným geografickým územím. Důvodem je větší dostupnost a menší délka v porovnání s tradičními doménami, zároveň se jedná o zkratku spojení input/output.